# Radlická metróállomás
Radlická egy metróállomás Prágában a prágai B metró vonalán.

## Szomszédos állomások
A metróállomáshoz az alábbi állomások vannak a legközelebb:
- Jinonice (Zličín)
- Smíchovské nádraží (Černý Most)

## Átszállási kapcsolatok
| B (Zličín ↔ Černý Most) |                        |                         |
| Állomás                 | Átszállási kapcsolatok | Fontosabb létesítmények |
| Radlická                | 904 7                  |                         |